# Alfredo Sassi
Alfredo Sassi (Milano, 4 agosto 1869 – Renate, 11 agosto 1952) è stato uno scultore italiano.

## Biografia
Compiuti gli studi secondari a Merate, si iscrisse all'Accademia di Belle Arti di Brera. Sposato nel 1893 con Angela Arquati, dalla quale ebbe cinque figlie, Rina, Maria, Giuseppina, Angela e Renata, pur mantenendo il proprio studio a Milano, si trasferì a Renate dove, di ideali socialisti, nel 1901 fu eletto assessore comunale e vi fece costruire la prima scuola elementare. Nel 1915 gli fu conferita la croce di cavaliere della Corona d'Italia per le sue benemerenze artistiche e di educatore. 
Tra le sue opere, numerosi sono i monumenti funerari eseguiti per il Cimitero Monumentale di Milano, come la Deposizione, il Concerto d’angeli e La riconoscenza dei beneficati (Cappella Castiglioni, 1909), oltre al monumento funerario Giussani a Lissone, quello della famiglia Croci di Reggio nell'Emilia e i monumenti ai Caduti di Giussano, di Carate e di Seregno.  
Morì nella sua casa di Renate nel 1952.